# Kramatorszk
Kramatorszk (ukránul: Краматорськ) város Ukrajna keleti részén, a Donecki területen, a Kazennij Torec folyó mentén. Lakossága az elővárosi területek lakosságával együtt kb. 200 ezer fő. Jelentőségét a nehézipari és bányagépeket gyártó Novokramatorszki Gépgyár adja. A régió központjától, Donecktől légvonalban 84, vasúton 98, országúton 98 km-re északra, Kijevtől  légvonalban 540, vasúton 748, országúton 655 km-re délkeletre található. A kelet-ukrajnai háború miatt 2014. október 11-től a Donecki terület ideiglenes székhelye, 2020. július 17-től az akkor létrehozott Kramatorszki járás székhelye és Kramatorszk község székhelye.

## Népesség
A város lakossága 2008-ban 173 000 fő volt az elővárosok nélkül.
A lakosság 63,4%-ának orosz, 36%-ának ukrán az anyanyelve.
A 2001-es népszámlálás szerint a népesség nemzetiségi megoszlása:
1. ukrán: 70,2%
2. orosz: 26,9%
3. belarusz: 0,7%
4. örmény: 0,6%
5. azeri: 0,2%
6. zsidó: 0,1%

## Fordítás
- Ez a szócikk részben vagy egészben  a   Kramatorsk című angol Wikipédia-szócikk ezen változatának fordításán alapul.  Az eredeti cikk szerkesztőit annak laptörténete sorolja fel. Ez a jelzés csupán a megfogalmazás eredetét és a szerzői jogokat jelzi, nem szolgál a cikkben szereplő információk forrásmegjelöléseként.